# Bacchisa aureosetosa
Bacchisa aureosetosa là một loài bọ cánh cứng trong họ Cerambycidae.